# Епархия Сульмона-Вальвы
Епархия Сульмона-Вальвы (лат. Dioecesis Sulmonensis-Valvensis, итал. Diocesi di Sulmona-Valva) - епархия Римско-католической церкви, в составе митрополии Л'Акуилы, входящей в церковную область Абруццо-Молизе. В настоящее время епархией управляет епископ Анджело Спина. Викарный епископ – Маурицио Наннароне. Почётный епископ – Джузеппе ди Фалько.
Клир епархии включает 72 священника (50 епархиальных и 22 монашествующих священников), 4 диакона, 23 монаха, 92 монахини.
Адрес епархии: Viale Roosevelt 7, 67039 Sulmona (L'Aquila), Italia.

## Территория
В юрисдикцию епархии входят 76 приходов в 49 коммунах Абруццо: 43 в провинции Л'Акуила (Долина Пелинья), 4 в провинции Кьети (Гамберале, Палена, Пиццоферрато, Куадри), 2 в провинции Пескара (Пополи, Бусси-суль-Тирино).
Приходы объединены в пять деканатов: Сульмона, Интродаква, Кастель ди Сангро, Корфинио и Пополи.
Кафедра епископа находится в городе Сульмона в церкви святого Панфилия, в Корфинио находится сокафедральный Собор Святого Пелина.

## История
Согласно источникам в городах Сульмоне и Вальве (античный город Корфиний, которая была столицей италийских народов во время общественной войны, ныне Корфинио), архиерейские кафедры появились в V-VI веках. По преданию они были основаны ещё в III веке святым мучеником Фелицианом из Фолиньо.
В первые века обе архиерейские кафедры нередко объединялись под управлением одного епископа, поэтому по свидетельству Фердинандо Угелли (1804 г.) с XIII века такое положение дел было признано фактически, а 27 июня 1818 года закреплено юридически после епархиальной реформы в южной и центральной Италии, проведённой Папой Пием VII и Фердинандом I Бурбоном.
После II Ватиканского собора Апостольской конституцией Cum cognitum от 15 августа 1972 года Папа Павел VI перевёл епархии из прямого подчинения Святому Престолу в состав митрополии Л'Акуилы.
Декрет Instantibus votis от 30 сентября 1986 года Конгрегации по делам епископов, принятый на пленарном заседании, объединил епархии Сульмона и Вальвы в единую епархию Сульмона-Вальвы.
4 июля 2010 года с пастырским визитом епархию посетил Папа Бенедикт XVI.

## Ординарии епархии
| - Герунцио (490); - Палладио (499); - Фортунато (503); - Святой Памфилий (682); - Градеско (701); - Ведеперто (775); - Равенно (840); - Арнольдо (843); - Опитармо (880); - Гримоальдо (968); - Теодольфо (1010); - Трансарико (1030); - Свавилло (1042); - Доменико (1053 — 1073); - Трасмондо (1073 — 1080); - Джованни (1092 — 1104); - Гвальтерио (1104 — 1124); - Оддоне (1130 — 1140); - Джиральдо (1143 — 1146); - Зигинольфо (1146 — 1168); - Одоризио (1172 — 1193); - Гульельмо (1194 — 1205); - Оддоне (1206 — 1225); - Берардо (1226 — 1227); - Никола (1227 — 1247); - Гвальтьери (1247 — 1249); - Джакомо (1249 — 1251) — цистерцианец; - Джакомо (1252 — 1261) — доминиканец; - Джакомо д'Орвьето (1263 — 1273) — доминиканец; - Эджидио ди Льеджи (1275 — 1290) — францисканец; - Пьетро дель Акуила (1294) — бенедиктинец; - Федерико Раймондо де Летто (1295 — 1307); - Ландольфо I (1307 — 1319); - Андреа Капограсси (1319 — 1330); - Пьетро ди Анверза (1330 — 1333) — францисканец; - Николо Ди Пьетро Райнальди (1333 — 1343); - Франческо ди Сангро (1343 — 1348); - Ландольфо II (1348 — 1349); - Франческо де Силанис (1349 — 1365) — францисканец; - Мартино де Мартинис (1365 — 1378); - Паоло де Летто (1378 — 1382); - Бартоломео Гаспаре (1382 — 1384); | - Бартоломео Петрини (1402 — 1419); - Лотто Сарди (1420 — 1427) — назначен епископом Сполето; - Бенедетто Гвидалотти (1427) — назначен епископом Терамо; - Бартоломео Винчи (1427 — 1442); - Франческо де Оливето (1443 — 1447) — бенедиктинец, назначен епископом Раполлы; - Пьетро д'Аристотиле (1447 — 1448); - Донато Боттино (1448 — 1463) — августинец; - Бартоломео Скала (1463 — 1491) — доминиканец; - Джованни Мелини Гальярди (1491 — 1499); - Джованни Акути (1499 — 1512); - Андреа делла Валле (1512) — апостольский администратор; - Просперо де Рустикис (1512 — 1514); - Джованни Баттиста Кавиккьо (1514 — 1519); - Андреа делла Валле (26 октября 1519 — 1521) — апостольский администратор; - Алессандро Фарнезе (1521) — апостольский администратор, будущий Папа Павел III; - Кристофор де лос Риос (18 июня 1521 — 1523); - Орацио делла Валле (17 июля 1523 — 1528); - Франческо ди Лерма (14 августа 1528 — ?); - Бернардо Кавальери (1529 — 1532); - Бернардино Фумарелли (1532 — 1547); - Помпео Дзамбеккари (1547 — 1571); - Винченцо Донцелли (1571 — 1585) — доминиканец; - Франческо Карузо (1585 — 1593) — францисканец-конвентуал, поэт; - Чезаре Дель Пеццо (1593 — 1621); - Франческо Кавальери (1621 — 1637); - Франческо Боккападули (1638 — 1647) — назначен епископом Читта ди Кастелло; - Алессандро Мази (1647 — 1648); - Франческо Кардуччи (1649 — 1654); - Грегорио Кардуччи (1655 — 1701); - Бонавентура Мартинелли (1701 — 1715); - Франческо Онофрио Одьерна (1717 — 1726); - Маттео Одьерна (1727 — 1738) — оливетанец; - Пьетро Антонио Корсиньяни (1738 — 1751); - Филиппо Паини (1762 — 1799); - Феличе Тибери (1818 — 1829) — ораторианец; - Джузеппе Мария Делетто (1829 — 1838); - Марио Мироне (1840 — 1853) — назначен епископом Ното; - Джованни Сабатини (1853 — 1861); - Sede vacante (1861 — 1871); - Тобия Патрони (1871 — 1906); - Никола Йеццони (1906 — 1936); - Лучано Марканте (1937 — 1972); - Франческо Амадио (1972 — 1980) — назначен епископом Рьети; - Сальваторе Делогу (1981 — 1985); - Джузеппе Ди Фалько (1985 — 2007); - Анджело Спина (c 3 апреля 2007 — по настоящее время). |  |

## Статистика
На конец 2010 года из 82 618 человек, проживающих на территории епархии, католиками являлись 81 058 человек, что соответствует 98,1% от общего числа населения епархии.
| год  | население | население | население | священники | священники        | священники         | священники                           | постоянные диаконы | монахи  | монахи  | приходы |
| год  | католики  | всего     | %         | всего      | белое духовенство | черное духовенство | число католиков на одного священника | постоянные диаконы | мужчины | женщины | приходы |
| ---- | --------- | --------- | --------- | ---------- | ----------------- | ------------------ | ------------------------------------ | ------------------ | ------- | ------- | ------- |
| 1950 | 122.000   | 122.138   | 99,9      | 147        | 105               | 42                 | 829                                  |                    | 16      | 112     | 62      |
| 1969 | 116.000   | 116.250   | 99,8      | 121        | 78                | 43                 | 958                                  |                    | 48      | 177     | 57      |
| 1980 | 90.000    | 91.052    | 98,8      | 124        | 77                | 47                 | 725                                  |                    | 52      | 177     | 78      |
| 1990 | 84.300    | 84.800    | 99,4      | 104        | 63                | 41                 | 810                                  |                    | 47      | 133     | 76      |
| 1999 | 82.828    | 83.562    | 99,1      | 89         | 58                | 31                 | 930                                  |                    | 34      | 133     | 76      |
| 2000 | 81.076    | 82.834    | 97,9      | 92         | 62                | 30                 | 881                                  | 1                  | 31      | 116     | 76      |
| 2001 | 80.839    | 81.555    | 99,1      | 94         | 62                | 32                 | 859                                  | 1                  | 33      | 116     | 76      |
| 2002 | 80.129    | 81.126    | 98,8      | 92         | 59                | 33                 | 870                                  | 1                  | 35      | 112     | 76      |
| 2003 | 80.421    | 81.488    | 98,7      | 86         | 58                | 28                 | 935                                  | 1                  | 31      | 114     | 76      |
| 2004 | 79.508    | 80.716    | 98,5      | 103        | 60                | 43                 | 771                                  | 1                  | 44      | 101     | 76      |
| 2010 | 81.058    | 82.618    | 98,1      | 72         | 50                | 22                 | 1.125                                | 4                  | 23      | 92      | 76      |